# Крестьяне в Византии
Крестьяне в Византии составляли основу общества, поскольку подобно прочим средневековым государствам, Византийская империя имела преимущественно сельский характер. Несмотря на отсутствие надежных демографических данных, подавляющее большинство византийцев проживало в сельской местности. Император Лев VI (886—912) в своей «Тактике» указывал на две профессии, необходимые для благосостояния государства: крестьян (γεωργική), кормящих и воспитывающих воинов, и воинов (στρατιωτική), защищающих крестьян. Император Роман I Лакапин (920—944) в новелле 934 года подчеркивал, что нормальное существование общества требует двух условий: уплаты налогов и несения военной службы. Крестьяне считались основными налогоплательщиками, содержащими государство и его военную машину.

## Терминология
Общим термином для крестьянина являлось γεωργός («земледелец»). Существовали иные обозначения, более расплывчатые или специфические: например, οἰκοδεσπόται («домовладельцы»), χωρῖται («сельчане»). В поздних документах жители деревень чаще фигурируют как парики (πάροικοι) — термин, эволюционировавший от значения «поселенец» к «зависимый крестьянин». Специфические категории сельского населения обозначались терминами вроде δημοσιάριοι (обязанные платить государственный налог δημοσίον), ξένοι («чужаки»), ἐλεύθεροι («свободные от налогов»), ζευγαράτοι («владельцы упряжки волов»), ἀκτέμονες («неимущие»), καλυβιῶται («владельцы хижин»), καπνικάριοι («плательщики подымного налога»), отражавшими имущественное положение или отношение к фискальной системе. Термин ἀγροῖκός («деревенщина») имел преимущественно уничижительный оттенок.
Крестьяне являлись прежде всего жителями деревень. Классическое обозначение деревни (κώμη) сохранялось в нарративных источниках, но в документах (с папирусов III века) его вытеснило χωρίον («место»). Чёткое разграничение между деревней (χωρίον) и городским поселением провести сложно. Формальные акты о присвоении поселению городских привилегий после VI века неизвестны. Терминология оставалась текучей: одно поселение в источниках могло именоваться πόλις («город»), κάστρον («крепость») или χωρίον; характерным стало составное слово κωμόπολις («деревня-город»). Наличие укреплений не служило обязательным признаком города: крестоносцы удивлялись, видя пелопоннесский город Андравиду без стен; некоторые монастыри и деревни, напротив, имели мощные укрепления, особенно в поздние века. Сельское хозяйство не являлось исключительным занятием деревенских жителей: фискальная опись города Лампсак на Геллеспонте за 1218—1219 годы перечисляет 173 двора, из которых 60 обозначены как городские, а 113 — как крестьянские. О ремесле в Лампсаке сведений нет, но зафиксированы мельницы, виноградники, солеварни, рыболовство, портовые доходы и налоги. Афины, более значительный город, к концу XII века, по словам архиепископа Михаила Хониата, имели поля на месте прежних домов; даже Стоя превратилась в пастбище. Внутри стен Константинополя также существовали виноградники и поля.

## Типы сельских поселений
Трактат о налогообложении из библиотеки Марчиана различал три типа сельских поселений: хорион, агридион и проастий. Хорион представлял собой обычную деревню. Согласно расчётам Ангелики Лаиу, македонская деревня XIV века насчитывала в среднем 33 двора. Данные по другим периодам или регионам отсутствуют, однако отрывок у историка XI века Иоанна Скилицы позволяет сделать предварительный вывод о размерах византийской деревни. Скилица сообщает, что около 1039 года дополнительный сбор (аэрикон) налагался на все хорионы согласно их «силе»; сбор варьировался от 4 до 20 номисм ежегодно. Учитывая ставку данного сбора, сохранявшуюся в XIV веке, можно предположить, что законодатель исходил из средней деревни в 50-150 дворов.
Считается, что деревни в Малой Азии в среднем превосходили по размеру деревни северных Балкан. Хотя отдельный хорион мог насчитывать 450—500 жителей, небольшие деревни встречались часто, о чём свидетельствуют топонимы вроде Моноспетия («одного дома»). Деревня включала «кафедру», структурный центр поселения, точку отсчёта фискального описания. Трактат о налогообложении выделял два основных типа хориона: с единственной кафедрой (централизованный) и полифокальный, состоящий из нескольких кафедр, где крестьянские дома располагались разрозненно. Агридион, третий тип сельского поселения, являлся выселком, отделённым от материнской деревни. Если владелец такого выселка не проживал там и обрабатывал землю силами рабов или наёмных работников, агридион классифицировался как проастий. Слово «проастий» буквально означало «пригород» и использовалось в литературных текстах в классическом смысле. Однако документальные источники игнорировали этимологическую связь с городом («асти») и применяли термин исключительно для обозначения поместий, обычно незначительных размеров. В поздних текстах различие между агридионом и проастием исчезло, агридион стал обозначать поместье с зависимым населением.
Обычная деревня включала общинные земли: лесистые холмы, пастбища, рощи каштанов, орехов и других деревьев, берега моря и озёр. Речки также считались общими. Основная же территория деревни делилась между дворами; двор с земельным наделом именовался «стасис» как физическая единица и «стихос» как фискальная единица в налоговых описях. Документы описывают стасис как участок, включающий дома, виноградники, огороды, деревья, поля, иногда пастбища, источники или колодцы. Эти земли обычно делились на мелкие участки. Налоговая опись XIV века, описывающая десять дворов в деревне Афетос, переданных монастырю Хиландар на Афоне, демонстрирует дробную структуру хозяйства: крестьяне владели от пяти до тридцати трёх участков каждый. Участки были разбросаны по разным частям деревенской территории, многие являлись очень мелкими; средний размер поля в хозяйстве Феодора Фраскеса составлял лишь 3,5 модия (модий равнялся примерно 0,08 га).
Земли стасиса или поместья образовывали определённую иерархическую лестницу. Наиболее ценными считались автургии. Данная категория включала угодья, приносившие наибольший доход: оливковые рощи, виноградники, луга, а также солеварни, водяные мельницы, кирпичные заводы или рыбоводные пруды. Ниже автургий по шкале ценности стояли обычные поля, хорафии в византийской терминологии. Документы не только противопоставляют хорафии виноградникам и пастбищам, но обычно также и ге; последний термин обозначал прежде всего крупные массивы земли, тогда как хорафий редко превышал 10 модиев. Среди хорафиев различали внутренние и внешние поля, вероятно, расположенные ближе к кафедре деревни и на окраинах поселения (возможно, вновь распаханные). Хорафии представляли собой замкнутые участки, обнесённые канавами, изгородями или межевыми знаками; они могли граничить с наделами иного типа (виноградники, оливковые рощи, сады), а также дорогами и постройками. Хорафии не считались долями в открытых полях и не подлежали систематическому переделу.

## Экономическое развитие
В византийской деревне, несмотря на домашнее производство орудий, существовали ремесленники, особенно в крупных селениях. Налоговые описи XIV века из Македонии чаще всего фиксируют три профессии: кузнеца, портного и сапожника (цангариос). Реже встречаются упоминания гончарных мастерских, бочаров и судостроителей, обслуживавших местные нужды. Степень участия деревни в торговле неясна. Крестьяне продавали продукцию и платили налоги преимущественно деньгами. Рыбаки сбывали улов в Константинополе прямо на берегу, крестьяне перегоняли скот на городские рынки и посещали ярмарки. Однако определить долю рыночных отношений в крестьянском хозяйстве затруднительно.
Общая картина экономического развития сельской местности дискуссионна. Традиционный тезис о глубоком упадке позднеримского сельского хозяйства оспорил Павел Виноградов в конце XIX века, но его наблюдения тогда не получили признания. Современные исследования ставят под сомнение повсеместность кризиса последних веков Римской империи. Например, производство зерна в IV веке в некоторых итальянских провинциях демонстрировало рост, а Жорж Чаленко выявил экономический подъём в Северной Сирии IV—VI веков, характеризовавшийся расцветом земледелия и преобладанием мелких хозяйств над крупными поместьями. Последующие исследования оспорили связь сирийского подъёма исключительно с монокультурой оливкового масла, но не сам факт подъёма. В современной историографии опровергается тезис о всеобщем экономическом коллапсе и демографической катастрофе в поздней Римской империи. В то же время остаётся не прояснённой соотношение этого процветания с фиксируемым упадком городов в период «Тёмных веков» и о конкретных чертах аграрного развития.

## Сельская община
Византийские сельские жители идентифицировали себя членами деревенской общины, именуемой в греческих источниках «коинон» или «коинотес хориона». Изучение данной общины осложнено предвзятыми подходами: как признание её существования, так и отрицание часто окрашены современными политическими концепциями. Различные теории связывали происхождение общины со славянскими институтами (включая точку зрения, что «Земледельческий закон» отражает славянские обычаи), отрицали её существование или выводили из позднеримских и древневосточных институтов. Независимо от происхождения, византийская сельская община обладала специфическими и противоречивыми чертами. С одной стороны, общину пронизывали индивидуалистические установки, частично объясняемые её экономическими формами: интенсивное земледелие, стабильные границы полей, значительная роль ручного труда с мотыгами, использование лёгкого плуга и малой упряжи. Данные факторы делали крестьянскую семью практически независимой от соседей. Общинные земли располагались преимущественно на окраинах деревни и представляли собой неразделённые угодья, предназначенные для будущих поколений при создании новых агридиев. С другой стороны, права односельчан, особенно родственников и соседей, на частные земли были развиты. При покупке земли владелец обязан был гарантировать соседям право сбора дров, орехов и ловли рыбы на своих участках и берегах. Односельчанин мог войти на чужой виноградник и есть там виноград. При продаже надела действовало право протоимезиса: крестьянин обязан был предложить землю родственникам и односельчанам в порядке приоритета перед продажей вне общины. Существовали различные формы совладения: совместное владение хозяйством братьями, владение деревом или строением на чужой земле (принцип римского права, согласно которому постройки принадлежат земле, был отменён). Если деревня имела общее пастбище, крестьяне, выпасавшие там скот, платили за пользование общине поголовно; собранная сумма распределялась между всеми членами коинотеса, включая не имевших скота. Таким образом, византийская деревня, несмотря на физический индивидуализм хозяйств, разбросанность жилищ и выселков, составляла административное и фискальное единство. Община имела старейшин и, вероятно, иных должностных лиц, действовала коллективно в чрезвычайных обстоятельствах, совместно нанимала плотников и каменщиков для общих работ, выступала единым субъектом в судебных делах и защищала имущественные права от посторонних. Деревня проводила общие праздники и литании. Наиболее существенной общей потребностью являлась коллективная фискальная ответственность: налоги налагались на хорион как целое; община сообща принимала императорских чиновников, посланцев или размещала солдат на постой; крестьянин отвечал за недоимки соседа, особенно при бегстве последнего, а его надел мог быть принудительно передан более исправным хозяевам.
Византийские крестьяне, несмотря на общинные связи, не составляли равноправного братства. Материальное неравенство внутри деревни проявлялось отчётливо: фискальные описи различали категории от дизевгаратов (владельцев двух упряжек волов) до неимущих актемонов и капникариев. Существовали крестьяне, кормившиеся от единственного грушевого дерева — своего единственного имущества; крестьяне без скота, вынужденные сдавать землю внаём; наёмные работники (мистии), например пастухи. Налоговая система не благоприятствовала бедным: богатые землевладельцы платили по более низким ставкам, а бедные крестьяне несли пропорционально большее фискальное бремя. Успешные стремились к большему: указ императора Василия II упоминает крестьянина Филокалеса, ставшего влиятельным и подчинившего всю деревню. Житие Лазаря Галисийского описывает случай изгнания слабых сирот из дома с конфискацией имущества по решению деревни. Социальная иерархия деревни включала рабов внизу и господ сверху. Количество сельских рабов в VIII веке было незначительным; «Земледельческий закон» упоминает их лишь как пастухов. К X веку число рабов возросло благодаря военным успехам императоров, захватившим земли в Сирии и на Балканах. Рабов использовали как мелкие проастии, так и крупные поместья. Их продавали, а сожительство не имело статуса законного брака минимум до конца XI века. Юридический статус рабов в реальности мог нивелироваться их интеграцией в крестьянские хозяйства как младших членов семьи.
Деревенскими господами выступали «сильные» (динаты). Термин охватывал две категории: светскую и церковную администрацию с одной стороны и землевладельцев с другой. «Житие Феодора Сикеота» описывает протиктора Феодосия из Анастасиополя, притеснявшего земледельцев. Крестьяне обратились к епископу Феодору, который вразумлял Феодосия без успеха. Жители хориона Евкратус подняли мятеж, изгнав Феодосия оружием. Последний обвинил Феодора в подстрекательстве и потребовал 2 фунта золота — недоимки с бунтующей деревни. Конфликт разрешился сверхъестественным вмешательством: Феодосию явился юноша в светлых одеждах, заставивший его раскаяться. Соотношение категорий господ зависело от времени и места. На западе Римской империи знать имела больше политического влияния, чем на востоке. На востоке власть концентрировалась у чиновников, владевших землёй, но редко удерживавших влияние на поколения. «Земледельческий закон» вообще не упоминает господ, применяя термин «кириос» к крестьянам. Современные ему нарративные источники редко описывают крупных землевладельцев. К X веку крупные поместья вновь появляются, причём землевладение и административная власть интегрируются: динат или архонт приобретал землю благодаря должности. К XII веку землевладельцы сформировали особую социальную группу. Богатые землёй и родственники императорского дома носили высшие титулы и занимали ключевые военные и государственные посты. В последние века империи власть скорее дополняла землевладение, нежели служила его основой. Часто оставалось неясным, кто являлся господином деревни: наследственный владелец или назначенный на определённый срок чиновник.